# Iglesia de San Nicolás (Granada)
La iglesia de San Nicolás fue construida en estilo mudéjar en 1525 y se emplaza en el histórico barrio del Albaicín de la ciudad española de Granada.

## Historia
La iglesia de San Nicolás ocupando la totalidad de una manzana cerrada de forma irregular, delimitada al norte por la calle Espaldas de San Nicolás, al este por la prolongación de la Cuesta de las Cabras, al sur por la plaza Mirador de San Nicolás, donde hay una espléndida panorámica de la Alhambra, y al oeste por la plaza del Cementerio de San Nicolás donde se sitúa el aljibe.
Se trata de una sola nave central de planta rectangular, con capillas laterales adosadas (cinco a cada lado) separadas por los arranques de los cuatro arcos diafragmas apuntados que permiten la cubrición del espacio. En el ámbito de la cabecera -altar mayor- quedan restos (hasta la altura de las pechinas) de las bóvedas de crucería gótica que cubrían este espacio (dos tramos)  y que según Barrios Rozúa, estas bóvedas podrían no ser las originales y haber sido rehechas en el siglo XIX tras la destrucción de parte del templo por la caída de un rayo.
Además cabe destacar los varios intentos de incendio que sufrió la iglesia de San Nicolás en el año 1932. Una noche se consiguió incendiar la techumbre de la zona del presbiterio principalmente, quedando esta muy dañada. Hubo otras dos iglesias en Granada que sufrieron incendios esa misma noche.
Se perdió así el techo de estilo mudéjar de incalculable valor. A su vez, la bóveda resistió tres años más tras el incendio hasta que finalmente acabó cediendo a la carga, viniéndose abajo. Actualmente la iglesia de San Nicolás está abierta al público, recaudando de esta forma dinero que será invertido en la restauración.

## Descripción constructiva
Estructuralmente, la iglesia presenta muros de fachada resistentes y cuatro arcos diafragmas apuntados transversales con contrafuertes exteriores, arcos sobre los que se sustenta una techumbre de madera revestida al interior en los tres vanos de los fieles y bóvedas nervadas de crucería gótica de piedra -hoy arruinadas- en los dos vanos restantes correspondientes al altar mayor. Por encima de los arranques de las bóvedas hundidas, surge una cubierta de madera vista a tres aguas, constituida por pares apoyados sobre durmientes en la zona inferior y limas o una falsa-hilera apeada en la parte superior. Esta cubierta, de escasa calidad tanto en lo formal como en lo material, fue terminada en 1947 y presenta numerosas intervenciones de refuerzo y consolidación que evidencian sus malas condiciones de trabajo. Las capillas laterales se cubren con bóvedas en los vanos de los fieles y techos de colgadizo en el ámbito del presbiterio.
El sistema constructivo de la iglesia se ajusta al modo tradicional utilizado en numerosas edificaciones singulares e incluso gran parte de las domésticas durante el siglo XVI; sistema que ya venía utilizándose con anterioridad y que se prolongará varios siglos, en función de los recursos económicos disponibles. 
La cimentación general es de ladrillo sobre la que se levanta, en las fachadas norte y este, una estructura vertical de muros de cajones de tapial con pilastras y verdugadas de ladrillo. En las zonas bajas, la presencia del ladrillo es mayor, posiblemente por adiciones posteriores para reparar la erosión del tapial aun cuando esta circunstancia también se solía solventar durante su ejecución con la adición de bolos que aportasen una mayor resistencia tanto estructural como frente a la humedad. 
Las fachadas que abren al sur y poniente no muestran los cajones de tapial, siendo completamente de ladrillo, al menos en su configuración exterior. Así mismo, la esquina sureste de la iglesia se resuelve con zócalo de sillares de piedra arenisca.
Todas las fachadas de la iglesia están encaladas excepto los aleros —de distinta configuración— que se presentan en color rojo-almagra. Estos aleros exteriores tienen canes en el ámbito del altar mayor y en el campanario, mientras que en el resto de la nave principal están resueltos con ladrillo (pico de gorrión o a tizón, según las zonas).

## Restauración de la iglesia
El progresivo deterioro de la iglesia de San Nicolás —pese a los numerosos intentos de mantenerla en uso— motivó, en primer lugar, la limitación del culto y la clausura del presbiterio y, recientemente, el cese completo de cualquier actividad al interior del templo y la programación de unas obras de emergencia para evitar daños mayores.
En concreto, tras el hundimiento parcial de la cubierta correspondiente al altar mayor, mediante obras de emergencia finalizadas en diciembre de 2011, se desmontan la teja y armadura deteriorada y se sustituyen por una estructura metálica y cubierta de placa ondulada, todo ello con carácter provisional hasta tanto se acometan las obras definitivas de restauración de la iglesia.

### Patologías
Las principales afecciones se deben al estado de las cubiertas y a la presencia de humedades, fundamentalmente de capilaridad, tal y como quedan recogidos en esta sucinta relación que describe las condiciones del inmueble en la primavera de 2011:
- Cimentación y estructura: se han localizado fisuras en los muros de carga de fachada que se corresponden con movimientos estructurales del edificio; aun cuando se consideran estabilizadas, requieren de una pronta reparación para no incrementar los daños.

- Cubiertas: la armadura de madera de la cubierta del presbiterio manifiesta importantes entradas de agua, habiéndose producido hundimientos parciales y resultando evidente el riesgo de colapso total. En el resto de las cubiertas existen también numerosas entradas de agua que están afectando a la estabilidad del conjunto y provocando su progresivo deterioro; resulta necesaria una pronta intervención de rehabilitación. Entre tanto se lleva a cabo la restauración, resulta urgente la limpieza de la totalidad de los tejados donde la vegetación ha hecho acto de presencia.

- Revestimientos exteriores: en términos generales, el ladrillo de los muros de fachada se encuentra en buenas condiciones si bien, presenta  afecciones de consideración, localizadas principalmente en el arranque de los muros, motivadas por humedades de capilaridad y por agresiones externas (pilar de agua, etc.). No sucede así con los cajones de tapial cuyos desperfectos son importantes especialmente en las zonas inferiores, siendo evidentes numerosas reparaciones puntuales mediante emparchado de ladrillo y morteros de cemento. Este deterioro no está estabilizado, por lo que existe riesgo de desprendimientos que debe resolverse de forma inmediata.